# Ilha Melville (Austrália)

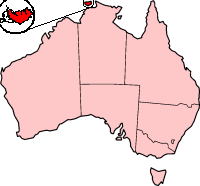
Ilha Melville.

A Ilha Melville fica a norte dos Território do Norte, Austrália. Fica a oeste da Península de Cobourg, na Terra de Arnhem, e a norte de Darwin. Tem clima tropical.
Com 5786 km² de área é uma das 100 maiores ilhas do mundo, e a segunda maior da Austrália, depois da Tasmânia (excluindo o próprio continente australiano). Na língua tiwi a ilha tem o nome de Yermalner.
A ilha Melville e a ilha Bathurst formam as ilhas Tiwi.
Supõe-se que o primeiro europeu a avistar a ilha tenha sido Abel Tasman em 1644, embora tal seja hoje polémico (é o primeiro registo visual confirmado). É provável que tenha sido antes avistada por algum navegador português, pois crê-se alguns aborígenes encontrados pelo explorador Philip Parker King (filho do governador da Nova Gales do Sul Philip Gidley King) em 1818 sabiam algumas palavras portuguesas [carece de fontes?].
King deu-lhe o nome de Robert Dundas, 2.º Visconde Melville, primeiro Lorde Comissário do Almirantado, que também dá o nome à enorme Ilha Melville no Arquipélago Ártico Canadiano.